# Hive Social
Hive Social es una red social de microblogging y una aplicación móvil. La aplicación recibió cobertura periodística durante la adquisición de Twitter por Elon Musk en noviembre de 2022.
Hive Social fue desarrollado por Raluca Pop, también conocida como Kassandra Pop, con la ayuda de un desarrollador independiente, y la primera versión se lanzó en la App Store de Apple en octubre de 2019. La aplicación ha sido descrita como un híbrido entre Twitter, Instagram y Tumblr, con soporte para publicaciones de texto, imágenes y vídeos. Hive presenta una línea de tiempo cronológica sin algoritmos de personalización, mientras que los perfiles ofrecen una función de reproducción de canciones similar a MySpace.
El 30 de noviembre de 2022, "zerforschung", un colectivo de hackers alemán, publicó información sobre graves problemas de seguridad en Hive Social, entre ellos la posibilidad de acceder a todos los datos personales, incluidas publicaciones privadas, mensajes privados, medios compartidos e incluso mensajes directos eliminados. Esto también incluía direcciones de correo electrónico privadas y números de teléfono ingresados durante el inicio de sesión. Los atacantes también podrían sobrescribir datos como publicaciones propiedad de otros usuarios. En respuesta a la publicación del informe de seguridad, Hive cerró abruptamente sus servicios para intentar solucionar las vulnerabilidades. A partir del 15 de diciembre de 2022, los servidores de Hive volvieron a estar en línea. La aplicación también salió en versión beta en dispositivos Android y tuvo un lanzamiento completo en Google Play Store. Algunas funciones se deshabilitaron en la actualización 2.0.0 después del cierre, como los mensajes directos, la música y las encuestas.